# Банников Олександр Олександрович
Олександр Олександрович Ба́нников (нар. 23 червня 1918, Перм — пом. 5 серпня 1991, Київ) — український радянський скульптор; член Спілки художників України з 1965 року.

## Біографія
Народився 23 червня 1918 року в місті Пермі (тепер Росія). Займався на курсах при відділі народної освіти Ленінграду, які закінчив у 1936 році. У 1938–1941 роках навчався в Художній школі майстрів оздоблювальних робіт при Ленінградському інституті інженерів комунального будівництва. У 1934—1941 роках працював як художник-оформлювач в Ленінграді.
З червня 1941 року по 21 лютого 1948 року служив в Червоній (потім Радянській) армії. Брав участь у німецько-радянській війні. Нагороджений орденом Вітчизняної війни ІІ ступеня (6 квітня 1985), медалями «За оборону Москви», «За оборону Кавказу» «За перемогу над Німеччиною».
З 1948 року жив у Києві, в будинку на вулиці Фрунзе, 115/1, квартира 48. Помер в Києві 5 серпня 1991 року.

## Творчість
Працював в галузі станкової та монументальної скульптури. Серед робіт:
портрети
- артиста МХАТу Владлена Давидова (1954, оргскло; Алупкінський палац);
- народної артистки СРСР Алли Тарасової (1957, мармур; Національний музей історії України);
- Максима Горького (1959, гіпс тонований);
- Володимира Леніна (1960, оргскло);
- композитора Миколи Лисенка (1961, мармур);
- Героя Радянського Союзу генерала А. Власенка (1965).

Разом з Володимиром Мільком виконав пам'ятник Володимиру Леніну для міста Солікамська (1960, бронза).
Автор меморіальних дошок у Києві:

Меморіальна дошка Борису Жаданівському.

- Борису Петровичу Жаданівському на вулиці Князів Острозьких, 5 (1969, бронза; демонтована у 2016 році)[2];
- Боброву Вікторінові Флавіановичу на проспекті Берестейському, 37 (1972, бронза)[3];
- Полторацькому Григорію Микитовичу на вулиці Олени Теліги, 13/14 (1975, бронза, барельєф)[2].

Автор плакатів:
- «Не відкривай кришку над трепалом до повної остоновки машини!» (1930-ті);
- «Не давай отямитися ворогу — бий його з позиції відкритої» (1940)[4].

Брав участь у всеукраїнських виставках з 1954 року, зокрема:
- у всесоюзній виставці образотворчого мистецтва УРСР, присвяченій 300-річчю возз'єднання України з Росією (1954, Третьяковська галерея);
- у ювілейній художній виставці УРСР (1957);
- у 4-й обласній виставці Київського товариства художників (1959);
- у художній виставці «Радянська Україна» (1960)[4].